# 구마자와 게이스케
구마자와 게이스케(일본어: 熊澤 圭祐, 1989년 6월 29일 ~ )는 일본의 전 축구 선수이다.

## 구단 경력
과거 가이나레 돗토리에서 활동하였다.